# Phelotrupes scutellatus
Phelotrupes scutellatus är en skalbaggsart som beskrevs av Leon Fairmaire 1887. Phelotrupes scutellatus ingår i släktet Phelotrupes och familjen tordyvlar. Inga underarter finns listade i Catalogue of Life.